# Gastrophrynoides immaculatus
Gastrophrynoides immaculatus é uma espécie de anfíbio anuros da família Microhylidae. Está presente em Malásia. A UICN classificou-a como vulnerável.